# East of the Sun, West of the Moon
East of the Sun, West of the Moon é o quarto álbum de estúdio da banda norueguesa A-ha, lançado a 22 de outubro de 1990.
Vendeu cerca de 3,2 milhões de cópias no mundo todo.
| Críticas profissionais                                                      | Críticas profissionais |
| Avaliações da crítica                                                       | Avaliações da crítica  |
| Fonte                                                                       | Avaliação              |
| --------------------------------------------------------------------------- | ---------------------- |
| allmusic                                                                    | [ 2 ]                  |
| Esta tabela precisa de ser acompanhada por texto em prosa. Consulte o guia. |                        |

## Faixas
1. Crying in the Rain (Howard Greenfield / Carole King) – 4:25
2. Early Morning (Paul Waaktaar-Savoy / Magne Furuholmen) – 2:59
3. I Call Your Name (Paul Waaktaar-Savoy / Magne Furuholmen) – 4:54
4. Slender Frame (Paul Waaktaar-Savoy / Magne Furuholmen) – 3:42
5. East of the Sun (Paul Waaktaar-Savoy) – 4:47
6. Sycamore Leaves (Paul Waaktaar-Savoy) – 5:22
7. Waiting for Her (Paul Waaktaar-Savoy / Magne Furuholmen) – 4:49
8. Cold River (Paul Waaktaar-Savoy / Lauren Savoy) – 4:40
9. The Way We Talk (Magne Furuholmen) – 1:30
10. Rolling Thunder (Paul Waaktaar-Savoy / Magne Furuholmen) – 5:43
11. (Seemingly) Non-stop July (Paul Waaktaar-Savoy) – 2:55

## Créditos
- Morten Harket: Vocal
- Magne Furuholmen: teclados, arranjos de cordas, harmônica na faixa 10, voz principal na faixa 9 e vocal de apoio
- Paul Waaktaar-Savoy: guitarra, violão, baixo, piano na faixa 11 e vocal de apoio

### Músicos de apoio
- Jørun Boseberg: baixo
- Per Hillestad: bateria, exceto faixa 7
- Chris Hughes: bateria na faixa 7
- Phil Todd: saxofone na faixa 3
- Martin Ditcham: pandeirola nas faixas 3 e 4 e percussão na faixa 10

### Equipe de estúdio
- Chris Neil: produção das faixas 1, 3, 4, 6, 8 e 10
- Ian Stanley: produção das faixas 2, 5, 7, 9 e 11
- Nick Davis: gravação e mixagem
- Haydn Bendall e Steve "Barney" Chase: engenheiros adicionais nas faixas 5 e 7
- Jeri Heiden e Kim Champagne: direção de arte
- Rey International mr/gl: design de capa
- Just Loomis: foto de capa
- Lauren Savoy: fotos internas

## LP Original

### Músicas
Lado A
1. "Crying in the Rain" (Howard Greenfield / Carole King) – 4:25
2. "Early Morning"  (Paul Waaktaar-Savoy / Magne Furuholmen) – 2:59
3. "I Call Your Name"   (Paul Waaktaar-Savoy / Magne Furuholmen) – 4:54
4. "Slender frame"      (Paul Waaktaar-Savoy) – 4:47
5. East of the sun      (Paul Waaktaar-Savoy) – 4:47

Lado B
1. "Sycamore leaves"    (Paul Waaktaar-Savoy) – 5:22
2. "Waiting for Her"    (Paul Waaktaar-Savoy / Magne Furuholmen) – 4:49
3. "Cold River"         (Paul Waaktaar-Savoy / Lauren Savoy) – 4:40
4. "The Way We talk"    (Magne Furuholmen) – 1:30
5. "Rolling Thunder"     (Paul Waaktaar-Savoy / Magne Furuholmen) – 5:43
6. "(Seemingly) Nonstop July" (Paul Waaktaar-Savoy) – 2:55